# Princess Royal Range
Princess Royal Range är en bergskedja i Antarktis. Den ligger i Västantarktis. Argentina, Chile och Storbritannien gör anspråk på området.
Princess Royal Range sträcker sig 134 kilometer i nord-sydlig riktning. Den högsta toppen är Mount Gaudry, 2 531 meter över havet.
Topografiskt ingår följande toppar i Princess Royal Range:
- Arthur Peak
- Mount Barré
- Biff Peak
- Blümcke Knoll
- Mount Bodys
- Bond Nunatak
- Mount Bouvier
- Mount Ditte
- Elwood Peak
- Mount Gaudry
- Gino Peak
- Gwendolyn Peak
- Hunt Peak
- Jake Peak
- Lincoln Nunatak
- Mount Liotard
- Mount Machatschek
- Mount Mangin
- Max Peak
- Meredith Peak
- Merlin Peak
- Middle Stork
- Mildwater Peak
- Morgan Peak
- Mouse Peak
- Nicholson Peak
- North Stork
- Orca Mount
- Parker Peak
- Picts Peak
- Mount Reeves
- Reptile Ridge
- Sighing Peak
- South Stork
- Stokes Peaks
- Stork Ridge
- Tom Peak
- Trident Peak
- Trogs Peak
- Wally Peak
- Mount Vélain
- Wendy Peak
- Wolf Peak